# Aurubis
Aurubis AG (do 2008 pod nazwą Norddeutsche Affinerie) – największy producent wyrobów miedzianych w Europie, notowany na giełdzie frankfurckiej. Siedziba przedsiębiorstwa znajduje się w Hamburgu, w Niemczech.
W roku 1866 Norddeutsche Affinerie została zarejestrowana jako spółka akcyjna. Jej następca prawny spółka Aurubis została założona 17 grudnia 2008, po zakupieniu przedsiębiorstwa Cumerio przez Norddeutsche Affinerie. W marcu 2009 decyzją walnego zgromadzenia akcjonariuszy Norddeutsche Affinerie zmieniono nazwę spółki na Aurubis.
Aurubis jest światowym liderem w recyklingu wyrobów wytwarzanych z miedzi. Produkuje ok. 1 mln ton katod miedzianych oraz ponad 1,2 mln ton produktów miedzianych rocznie. Zatrudnia ok. 4800 pracowników w 12 zakładach produkcyjnych, w siedmiu krajach europejskich; Niemczech, Belgii, Bułgarii, Włoszech, Szwajcarii, Wielkiej Brytanii i Słowacji.